# Caproni Ca.133
Caproni Ca.133 là một loại máy bay ném bom/vận tải ba động cơ được trang bị cho Regia Aeronautica.

## Biến thể

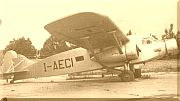
Caproni Ca.148

Ca.133ném bom/vận tải
Ca.133Stải thương
Ca.133Tchở quân
Ca.148vận tải quân sự/dân sự

## Quốc gia sử dụng

### Quân sự
Áo
- Kommando Luftstreitkräfte

 Kingdom of Italy (trong chiến tranh)
- Regia Aeronautica

 Italian Social Republic
- Aeronautica Nazionale Repubblicana

 Tây Ban Nha
- Không quân Tây Ban Nha

 Anh Quốc
- Không quân Hoàng gia
  - No. 117 Squadron RAF

 Ý (sau chiến tranh)
- Aeronautica Militare

### Dân sự
Ý
- Ala Littoria

## Tính năng kỹ chiến thuật (Ca.133)
Dữ liệu lấy từ World Encyclopedia of Civil Aircraft
Đặc điểm tổng quát
- Kíp lái: 5 (ném bom), 2 (vận tải)
- Chiều dài: 15,36 m (59 ft 4,75 in)
- Sải cánh: 21,24 (69 ft 8 in)
- Chiều cao: 4 m (13 ft 2 in)
- Diện tích cánh: 65 m² (700 ft²)
- Trọng lượng rỗng: 4.190 kg (9.237 lb)
- Trọng lượng có tải: 6.700 kg (14.771 lb)
- Động cơ: 3 × Piaggio Stella VII.C 16, 343 kW (460 hp)  mỗi chiếc

 Hiệu suất bay 
- Vận tốc cực đại: 230 km/h (120 kn, 140 mph)
- Vận tốc hành trình: 200 km/h (110 kn, 120 mph)
- Tầm bay: 1.350 km (729 nmi, 838 mi)
- Trần bay: 5.500 m (18.000 ft)
- Tải trên cánh: 100 kg/m² (21 lb/ft²)
- Công suất/trọng lượng: 210 W/kg (130 hp/lb)

Trang bị vũ khí

- Súng: 4 × súng máy Breda-SAFAT 7,7 mm (0.303 in)
- Bom: 1.200 kg (2.646 lb)